# البعايث
البعايث، بلدة جنوب منطقة حائل بالقرب من طريق القصيم - المدينة، وتقطنها قبيلة ولد سليم من بني سالم من حرب حيث كانت البعايث موردا من موارد هذه القبيلة، وتقع في الطرف الجنوبي لمنطقة حائل، وتحاذي منطقة القصيم من الجهة الغربية الشمالية، وتبعد عن حائل بحوالي 220 كيلاً، وهي ذات موقع أثري قديم، حيث يوجد عدد من الآثار القديمة مثل الآبار الجاهلية والمقابر الطويلة والنقوش والكتابات القديمة، ويمر بها درب زبيدة المعروف والواصل بين العراق ومكة المكرمة، حيث تقع محطة حجاج العراق فيها، ومقام فيها برك زبيدة المعروفة، وهي مصدر رئيسي للمياه العذبة للقرى المجاورة، إذ إن القرى والهجر والبادية يستقون منها الماء لشربهم وسقيا مواشيهم لوجود آبار كثيرة داخل مجرى السيول بوادي الرمة الذي ينقسم عن البعايث إلى قسمين، حيث تقع البعايث داخل جزيرة مساحتها تقارب مئة كيلو متر مربع.

## موقعها
وتقع على وادي الرمة، وهي وفيرة المياه العذبة، ومكتملة الدوائر الحكومية الإدارية والأمنية والصحية والتعليمية.

## تاريخها
وقد كانت البعايث موردا من موارد البادية قديما، فاندثرت فأعاد بعثها قبيلة ولد سليم من حرب بقيادة أميرهم رباح بن مطلق، إذ أسسها عام 1340هـ، وتولى إمارتها وإمارة القبيلة حتى توفي رحمه الله في 1398/7/23هـ. وقد أسس بها مركز إمارة تولاه ابنه الأكبر عبد الكريم بن رباح، ثم بعد أن أحيل على التقاعد تولى رئاسة المركز المهندس عبد الكريم بن سالم بن رباح السليمي الحربي .
وهو مركز فئة (أ) ويوجد في بلدة البعايث مدارس بكافة مراحلها: ابتدائي ومتوسط وثانوي ومركز للشرطة ومركز للرعاية الصحية ومكتب للخدمات البلدية وجمعية خيرية ولجنة تنمية اجتماعية وغيرها، وتتوفر بها خدمات الطرق، حيث ترتبط بطريق الوهيبية - الروضة - حايل، وطريق الفيضة - العماير، وطريق المدينة - القصيم، وطريق الزغيبية - مشاش - جاوان - النحيتية - النقرة - المدينة المنورة.

## انظر ايضاً
- حائل
- فيد